# Plaza de toros de Tortosa
La plaza de toros de Tortosa, también conocida como el coso de Los Remolinos o plaza de las diversiones públicas (debido a que no tan  solo se llevaban a cabo corridas de toros, sino también otros eventos lúdicos), fue una plaza de toros que se encontraba en la ciudad homónima de Tortosa, en la provincia de Tarragona. Se ubicaba en el barrio de Remolins, entre el balneario de Manuel Porcar y el castillo de San Juan.

## Historia
De arquitectura sobria, su construcción fue llevada a cabo en el año 1850 con un total de 4000 localidades. Poseía un ruedo de 35 metros y dos pisos de palcos, además del tendido.
Fue remodelada en 1881 y finalmente fue derribada en 1943.
Cabe reseñar que su uso no se limitó al de festejos taurinos sino que también se celebraron mítines políticos, proyecciones de películas cinematográficas,[cita requerida] obras teatrales e incluso se ha llevado a cabo algún espectáculo circense.

## Accidente
En la tarde del 8 de septiembre de 1930, durante una corrida en la que actuaban Manuel Martínez y Heriberto García, al espada Martínez, el estoque salió disparado como una flecha y acabó con la vida de uno de los espectadores del festejo.